# Таш-Тимур
Таш-Тимур (*д/н — бл. 1396) — хан Золотої Орди в 1394—1396 роках. за однією з версій став засновником роду Ґераїв, оскільки є гіпотеза, що Хаджі I Ґерай був онуком Таш-Тимура.

## Життєпис
Походив з династії Чингізидів. За різними версіями був сином Хасан-хана, правителя Золотої Орди, або Хасан-бека (відомого як Хабіне) з роду Тукатимуридів. У 1380-х роках був одним з трьох правителів Манкерманського улусу.
Близько 1393 року очолив Кримський улус. Приблизно наприкінці 1394 року в умовах початку нового протистояння хана Тохтамиша з Тамерланом оголосив себе ханом. Відомі монети з іменами Тохтамиша і Таш-Тимура, що свідчить про взаємодію цих осіб.
У 1395 році після поразки Тохтамиша у битві при річці Терек від військ Тамерлана, намагався організувати оборону в Наволжі, проте марно. В районі Хаджи-Тархана (на правому березі Волги) зазнав поразки й вимушений був відступити на північ. Чинив спротив Тамерлану до 1396 року, але зрештою змушений був тікати до Литви, до притулок йому надав великий князь Вітовт.